# Colostygia algidata
Colostygia algidata là một loài bướm đêm trong họ Geometridae.